# 富爾頓 (伊利諾伊州)
富爾頓（英語：Fulton）是一個位於美國伊利諾伊州懷特塞德縣的城市。

## 地理
富爾頓的座標為41°52′01″N 90°09′32″W / 41.86694°N 90.15889°W，而該地的平均海拔高度為197米（即646英尺）。

## 人口
根據2010年美國人口普查的數據，富爾頓的面積為6.10平方千米，當中陸地面積為5.94平方千米，而水域面積為0.16平方千米。當地共有人口3481人，而人口密度為每平方千米570.66人。